# Frode Sander Øien
Frode Sander Øien (geboren 1969 in Trondheim), auch bekannt unter seinem Pseudonym Samuel Bjørk, ist ein norwegischer Schriftsteller und Dramatiker, der sich auf Kriminalromane und Thriller konzentriert. Er ist zudem Musiker und veröffentlichte als Singer-Songwriter sechs Musikalben.

## Leben und Werk
Frode Sander Øien wurde 1969 in Trondheim in Norwegen geboren und wuchs in Steinkjer auf. Dort spielte er gemeinsam mit Bent Sæther, dem späteren Bassisten und Sänger der norwegischen Rockband Motorpsycho, in der Band Flippa Hormoner. Er unterstützte zudem Sola Jonsen mit seiner Band DumDum Boys und Lars Lien von The International Tussler Society bei der Produktion ihrer Alben. Mit 21 Jahren schrieb er sein erstes Bühnenstück. 1999 veröffentlichte er mit der von ihm gegründeten Band Sanderfinger das Musikalbum Camping, aus dem im selben Jahr die Single Racerbil ausgekoppelt wurde, und 2000 folgte das Album Evig Rosa. 2001 schrieb Øien seinen ersten Roman Fantastiske Pepsi Love, 2009 folgte Speed til frokost. Ebenfalls 2009 erschien das erste Album seiner neuen Band I Love Wynona A Beautiful Noise und 2012 veröffentlichte er mit dieser The Whiteroom Sessions.
Sein 2013 unter dem Pseudonym Samuel Bjørk erschienenes Buch Det henger en engel alene i skogen, der erste Band der Reihe um den Kommissar Holger Munch, wurde ein internationaler Bestseller; die deutsche Übersetzung von Gabriele Haefs, die unter dem Titel Engelskalt bei Goldmann erschien, stieg im April 2015 auf der SPIEGEL-Paperback-Bestsellerliste auf Platz 14. Der Titel stieg am 16. Mai 2015 auf den Rang 1 der Liste und verblieb mehrere Monate in den Top 10. 2015 veröffentlichte er Uglen, den zweiten Band der Reihe um Kommissar Munch, der im Oktober 2016 unter dem deutschen Titel Federgrab erschien. Aufgrund seines Erfolgs und Stils wurde Øien mit dem schwedischen Autor Stieg Larsson verglichen.
Frode Sander Øien lebt und arbeitet in Trondheim.

## Veröffentlichungen
- Fantastiske Pepsi Love, Capellen 2001.
- Speed til frokost, Capellen 2009.

### Kommissar-Munch-Reihe
- Det henger en engel alene i skogen. Vigmostad & Bjørke 2013, ISBN 978-91-85785-47-6.
  - deutsch: Engelskalt (Übersetzung aus dem Norwegischen von Gabriele Haefs). Goldmann, München 2015, ISBN 978-3-442-48225-2.
- Uglen, Vigmostad & Bjørke 2015, ISBN 978-82-41911-94-1.
  - deutsch: Federgrab (Übersetzung aus dem Norwegischen von Gabriele Haefs). Goldmann, München 2016, ISBN 978-3-442-20525-7.
- Gutten som elsket rådyr. Vigmostad & Bjørke 2018, ISBN 978-82-41915-03-1.
  - deutsch: Bitterherz (Übersetzung aus dem Norwegischen von Gabriele Haefs). Goldmann, München 2019, ISBN 978-3-442-48227-6.
- Ulven. Cappelen Damm 2021, ISBN 978-82-02-72439-9.
  - deutsch: Dunkelschnee (Übersetzung aus dem Norwegischen von Gabriele Haefs). Goldmann, München 2022, ISBN 978-3-442-49285-5.

## Belege
1. 1 2 3  Sanderfinger, Bandporträt bei mic.no; abgerufen am 23. August 2015.
2. 1 2  Samuel Bjørk, Autorenporträt beim Goldmann Verlag; abgerufen am 23. August 2015.
3. 1 2  Engelskalt bei Buchreport; abgerufen am 23. August 2015.
4. ↑   Der neue Stieg Larsson? (Memento vom 23. September 2015 im Internet Archive) bei Buchreport, 15. Mai 2015; abgerufen am 5. September 2020.